# Bursadella bicoloroides
Bursadella bicoloroides är en fjärilsart som beskrevs av Kobes 1989. Bursadella bicoloroides ingår i släktet Bursadella och familjen Immidae. Inga underarter finns listade i Catalogue of Life.